# بيزاس دي أناروسا
بيزاس دي أناروسا (بالإنجليزية: Pizzas d'Anarosa)‏ هو أحد جبال سلسلة جبال الألب ليبونتيني ويقع في كانتون غراوبوندن في سويسرا. يحتل المرتبة رقم 208 في قائمة جبال سويسرا من حيث الارتفاع، إذ يبلغ ارتفاعه حوالي 3002 متر، بينما يبلغ ارتفاع نتوء الجبل 366 متر، هذا وقد سجل أول وصول لقمة الجبل عام 1894.